# Alex ochracea
Alex ochracea là một loài bướm đêm trong họ Geometridae.